# Dziki (województwo kujawsko-pomorskie)
Dziki – wieś w Polsce położona w województwie kujawsko-pomorskim, w powiecie świeckim, w gminie Świecie.
W latach 1975–1998 miejscowość administracyjnie należała do województwa bydgoskiego. Według Narodowego Spisu Powszechnego (III 2011 r.) liczyła 176 mieszkańców. Jest czternastą co do wielkości miejscowością gminy Świecie.